# Elezioni comunali in Piemonte del 1994
Le elezioni comunali in Piemonte del 1994 si tennero il 12 giugno (con ballottaggio il 26 giugno) e il 20 novembre (con ballottaggio il 4 dicembre); a Ivrea le elezioni si svolsero il 4 dicembre (con ballottaggio il 18 dicembre).

## Riepilogo Sindaci Eletti
| Provincia            | Comune      | Sindaco uscente | Sindaco uscente           | Sindaco eletto | Sindaco eletto            | Primo turno | Primo turno               | Secondo turno | Secondo turno | Seggi   |   |   |         |
| -------------------- | ----------- | --------------- | ------------------------- | -------------- | ------------------------- | ----------- | ------------------------- | ------------- | ------------- | ------- | - | - | ------- |
| Provincia            | Comune      | Torino          | Grugliasco                |                | Domenico Bernardi (PDS)   |             | Mariano Turigliatto (FdV) | 14.166        | 52,13         | Seggi   | _ | _ | 15 / 30 |
| Orbassano            |             | Torino          | Vittorio Messina (CP)     |                | Graziano Dell'Acqua (PDS) | 6.738       | 48,41                     | 8.261         | 71,27         | 12 / 20 |   |   |         |
| Ivrea                |             | Torino          | Perla Stancari (CP)       |                | Giovanni Maggia (PDS)     | 7.712       | 46,50                     | _             | 64,70         | 12 / 20 |   |   |         |
| Cuneo                | Mondovì     |                 | Lorenzo De Luca (CP)      |                | Riccardo Vaschetti (LN)   | 4.817       | 33,06                     | 7.709         | 56,92         | 12 / 20 |   |   |         |
| Novara               | Arona       |                 | Giuseppe Badalamenti (CP) |                | Roberto Barra (PDS)       | 2.930       | 28,56                     | 4.443         | 58,93         | 12 / 20 |   |   |         |
| Novara               | Borgomanero |                 | Pier Carlo Fornara (PSI)  |                | Maria Piera Pastore (LN)  | 4.108       | 31,98                     | 5.915         | 54,20         | 12 / 20 |   |   |         |
| Asti                 | Asti        |                 | Giorgio Galvagno (PSI)    |                | Alberto Bianchino (PDS)   | 13.951      | 28,73                     | 20.892        | 56,86         | 24 / 40 |   |   |         |
| Verbano-Cusio-Ossola | Omegna      |                 | Lorenzo La Rosa (CP)      |                | Teresio Piazza (PDS)      | 4.758       | 44,69                     | 4.816         | 57,14         | 12 / 20 |   |   |         |

## Elezioni del giugno 1994

### Torino

#### Grugliasco
|                                      | Mariano Turigliatto ✔️ Sindaco | 14 166               | 52,13 | Partito Democratico della Sinistra | 5 038  | 21,43 | 7  |  |  |
| Federazione dei Verdi                | Mariano Turigliatto ✔️ Sindaco | 14 166               | 52,13 | 2 066                              | 8,79   | 3     |    |  |  |
| Partito della Rifondazione Comunista | Mariano Turigliatto ✔️ Sindaco | 14 166               | 52,13 | 1 869                              | 7,95   | 2     |    |  |  |
| La Rete                              | Mariano Turigliatto ✔️ Sindaco | 14 166               | 52,13 | 1 509                              | 6,42   | 2     |    |  |  |
| Partito Socialista Italiano          | Mariano Turigliatto ✔️ Sindaco | 14 166               | 52,13 | 915                                | 3,89   | 1     |    |  |  |
|                                      | Bernardo Mussetto              | 6 377                | 23,47 | Polo delle Libertà                 | 5 999  | 25,51 | 7  |  |  |
| Seggio di coalizione                 | Seggio di coalizione           | Seggio di coalizione | 23,47 | 1                                  |        |       |    |  |  |
|                                      | Maria Michelina Grosso         | 2 875                | 10,58 | Lega Nord                          | 2 593  | 11,03 | 2  |  |  |
| Seggio di coalizione                 | Seggio di coalizione           | Seggio di coalizione | 10,58 | 1                                  |        |       |    |  |  |
|                                      | Massimiliano Mammi             | 1 579                | 5,81  | Alleanza Nazionale                 | 1 466  | 6,23  | 1  |  |  |
| Seggio di coalizione                 | Seggio di coalizione           | Seggio di coalizione | 5,81  | 1                                  |        |       |    |  |  |
|                                      | Guiscardo Kirn                 | 1 325                | 4,88  | Partito Popolare Italiano          | 1 281  | 5,45  | –  |  |  |
| Seggio di coalizione                 | Seggio di coalizione           | Seggio di coalizione | 4,88  | 1                                  |        |       |    |  |  |
|                                      | Giuseppe Baglio                | 854                  | 3,14  | Impegno Grugliasco                 | 777    | 3,30  | –  |  |  |
| Seggio di coalizione                 | Seggio di coalizione           | Seggio di coalizione | 3,14  | 1                                  |        |       |    |  |  |
| Totale                               | Totale                         | 27 176               | 100   |                                    | 23 513 | 100   | 30 |  |  |
|                                      |                                |                      |       |                                    |        |       |    |  |  |
| Fonte: Ministero dell'interno        |                                |                      |       |                                    |        |       |    |  |  |

### Asti

#### Asti
| Candidati                            | Candidati                    | II turno             | II turno            | I turno | I turno | Liste                              | Voti   | %     | Seggi |
| Candidati                            | Candidati                    | Voti                 | %                   | Voti    | %       | Liste                              | Voti   | %     | Seggi |
| ------------------------------------ | ---------------------------- | -------------------- | ------------------- | ------- | ------- | ---------------------------------- | ------ | ----- | ----- |
|                                      | Alberto Bianchino ✔️ Sindaco | 20 892               | 56,86               | 13 951  | 28,73   | Partito Democratico della Sinistra | 5 007  | 11,76 | 11    |
| Partito della Rifondazione Comunista | Alberto Bianchino ✔️ Sindaco | 20 892               | 56,86               | 13 951  | 28,73   | 4 817                              | 11,31  | 10    |       |
| Vivere la Città                      | Alberto Bianchino ✔️ Sindaco | 20 892               | 56,86               | 13 951  | 28,73   | 1 794                              | 4,21   | 3     |       |
|                                      | Giuseppe Nosenzo             | 15 850               | 43,14               | 16 725  | 34,44   | Forza Italia                       | 12 291 | 28,86 | 6     |
| Alleanza Nazionale                   | Giuseppe Nosenzo             | 15 850               | 43,14               | 16 725  | 34,44   | 2 535                              | 5,95   | 1     |       |
| Seggio di coalizione                 | Seggio di coalizione         | Seggio di coalizione | 43,14               | 16 725  | 34,44   | 1                                  |        |       |       |
|                                      | Antonio Ferrero              | Antonio Ferrero      | Antonio Ferrero     | 8 651   | 17,81   | Lega Nord                          | 7 301  | 17,14 | 3     |
| Seggio di coalizione                 | Seggio di coalizione         | Seggio di coalizione | Antonio Ferrero     | 8 651   | 17,81   | 1                                  |        |       |       |
|                                      | Pier Paolo Gherlone          | Pier Paolo Gherlone  | Pier Paolo Gherlone | 6 978   | 14,37   | Partito Popolare Italiano          | 6 696  | 15,72 | 3     |
| Seggio di coalizione                 | Seggio di coalizione         | Seggio di coalizione | Pier Paolo Gherlone | 6 978   | 14,37   | 1                                  |        |       |       |
|                                      | Renato Longo                 | Renato Longo         | Renato Longo        | 1 300   | 2,68    | Lista Pannella - Riformatori       | 1 319  | 3,10  | –     |
|                                      | Enzo Ceppani                 | Enzo Ceppani         | Enzo Ceppani        | 956     | 1,97    | Alleanza Astigiana                 | 826    | 1,94  | –     |
| Totale                               | Totale                       | 36 742               | 100                 | 48 561  | 100     |                                    | 42 586 | 100   | 40    |
|                                      |                              |                      |                     |         |         |                                    |        |       |       |
| Fonte: Ministero dell'interno        |                              |                      |                     |         |         |                                    |        |       |       |

### Novara

#### Arona
| Candidati                     | Candidati                | II turno             | II turno        | I turno | I turno | Liste                                | Voti  | %     | Seggi |
| Candidati                     | Candidati                | Voti                 | %               | Voti    | %       | Liste                                | Voti  | %     | Seggi |
| ----------------------------- | ------------------------ | -------------------- | --------------- | ------- | ------- | ------------------------------------ | ----- | ----- | ----- |
|                               | Roberto Barra ✔️ Sindaco | 4 443                | 58,93           | 2 930   | 28,56   | Insieme per Arona                    | 1 377 | 14,47 | 7     |
| Progressisti per Arona        | Roberto Barra ✔️ Sindaco | 4 443                | 58,93           | 2 930   | 28,56   | 1 102                                | 11,58 | 5     |       |
|                               | Antonella Delprino       | 3 097                | 41,07           | 3 107   | 30,29   | Polo delle Libertà                   | 3 011 | 31,63 | 3     |
| Seggio di coalizione          | Seggio di coalizione     | Seggio di coalizione | 41,07           | 3 107   | 30,29   | 1                                    |       |       |       |
|                               | Fabio Calzeroni          | Fabio Calzeroni      | Fabio Calzeroni | 2 204   | 21,49   | Lega Nord                            | 2 076 | 21,81 | 1     |
| Seggio di coalizione          | Seggio di coalizione     | Seggio di coalizione | Fabio Calzeroni | 2 204   | 21,49   | 1                                    |       |       |       |
|                               | Mario Velati             | Mario Velati         | Mario Velati    | 1 433   | 13,97   | Partito Popolare Italiano            | 1 391 | 14,61 | 1     |
| Seggio di coalizione          | Seggio di coalizione     | Seggio di coalizione | Mario Velati    | 1 433   | 13,97   | 1                                    |       |       |       |
|                               | Mirella Valli            | Mirella Valli        | Mirella Valli   | 584     | 5,69    | Partito della Rifondazione Comunista | 562   | 5,90  | –     |
| Totale                        | Totale                   | 7 540                | 100             | 10 258  | 100     |                                      | 9 519 | 100   | 20    |
|                               |                          |                      |                 |         |         |                                      |       |       |       |
| Fonte: Ministero dell'interno |                          |                      |                 |         |         |                                      |       |       |       |

### Verbano-Cusio-Ossola

#### Omegna
| Candidati                            | Candidati                 | II turno             | II turno         | I turno | I turno | Liste                              | Voti  | %     | Seggi |
| Candidati                            | Candidati                 | Voti                 | %                | Voti    | %       | Liste                              | Voti  | %     | Seggi |
| ------------------------------------ | ------------------------- | -------------------- | ---------------- | ------- | ------- | ---------------------------------- | ----- | ----- | ----- |
|                                      | Teresio Piazza ✔️ Sindaco | 4 816                | 57,14            | 4 758   | 44,69   | Partito Democratico della Sinistra | 1 826 | 19,48 | 6     |
| Partito della Rifondazione Comunista | Teresio Piazza ✔️ Sindaco | 4 816                | 57,14            | 4 758   | 44,69   | 1 153                              | 12,30 | 4     |       |
| Alleanza Riformista                  | Teresio Piazza ✔️ Sindaco | 4 816                | 57,14            | 4 758   | 44,69   | 456                                | 4,86  | 1     |       |
| Omegna Domani                        | Teresio Piazza ✔️ Sindaco | 4 816                | 57,14            | 4 758   | 44,69   | 415                                | 4,43  | 1     |       |
|                                      | Giovanni Riccio           | 3 613                | 42,86            | 2 436   | 22,88   | Forza Italia                       | 1 653 | 17,63 | 2     |
| Alleanza Nazionale                   | Giovanni Riccio           | 3 613                | 42,86            | 2 436   | 22,88   | 531                                | 5,66  | –     |       |
| Seggio di coalizione                 | Seggio di coalizione      | Seggio di coalizione | 42,86            | 2 436   | 22,88   | 1                                  |       |       |       |
|                                      | Aldo Maffezzoli           | Aldo Maffezzoli      | Aldo Maffezzoli  | 1 627   | 15,28   | Lega Nord                          | 1 550 | 16,53 | 1     |
| Seggio di coalizione                 | Seggio di coalizione      | Seggio di coalizione | Aldo Maffezzoli  | 1 627   | 15,28   | 1                                  |       |       |       |
|                                      | Giorgio Lapidari          | Giorgio Lapidari     | Giorgio Lapidari | 1 230   | 11,55   | Omegna Nuova                       | 1 209 | 12,90 | 1     |
| Seggio di coalizione                 | Seggio di coalizione      | Seggio di coalizione | Giorgio Lapidari | 1 230   | 11,55   | 1                                  |       |       |       |
|                                      | Eraldo Beltrami           | Eraldo Beltrami      | Eraldo Beltrami  | 595     | 5,59    | Forza Omegna (A)                   | 582   | 6,21  | –     |
| Totale                               | Totale                    | 8 429                | 100              | 10 646  | 100     |                                    | 9 375 | 100   | 20    |
|                                      |                           |                      |                  |         |         |                                    |       |       |       |
| Fonte: Ministero dell'interno        |                           |                      |                  |         |         |                                    |       |       |       |

## Elezioni del novembre 1994

### Torino

#### Orbassano
| Candidati                     | Candidati                      | II turno             | II turno       | I turno | I turno | Liste                                | Voti   | %     | Seggi |
| Candidati                     | Candidati                      | Voti                 | %              | Voti    | %       | Liste                                | Voti   | %     | Seggi |
| ----------------------------- | ------------------------------ | -------------------- | -------------- | ------- | ------- | ------------------------------------ | ------ | ----- | ----- |
|                               | Graziano Dell'Acqua ✔️ Sindaco | 8 261                | 71,27          | 6 738   | 48,41   | Partito Democratico della Sinistra   | 3 145  | 23,88 | 7     |
| Partito Popolare Italiano     | Graziano Dell'Acqua ✔️ Sindaco | 8 261                | 71,27          | 6 738   | 48,41   | 1 200                                | 9,11   | 2     |       |
| Democratici Progressisti      | Graziano Dell'Acqua ✔️ Sindaco | 8 261                | 71,27          | 6 738   | 48,41   | 793                                  | 6,02   | 1     |       |
| Idea Socialista               | Graziano Dell'Acqua ✔️ Sindaco | 8 261                | 71,27          | 6 738   | 48,41   | 727                                  | 5,52   | 1     |       |
| Federazione dei Verdi         | Graziano Dell'Acqua ✔️ Sindaco | 8 261                | 71,27          | 6 738   | 48,41   | 443                                  | 3,36   | 1     |       |
|                               | Salvatore Aliotta              | 3 330                | 28,73          | 3 366   | 24,18   | Forza Italia                         | 1 558  | 11,83 | 1     |
| Obiettivo Orbassano           | Salvatore Aliotta              | 3 330                | 28,73          | 3 366   | 24,18   | 1 029                                | 7,81   | 1     |       |
| Società Futura                | Salvatore Aliotta              | 3 330                | 28,73          | 3 366   | 24,18   | 780                                  | 5,92   | 1     |       |
| Seggio di coalizione          | Seggio di coalizione           | Seggio di coalizione | 28,73          | 3 366   | 24,18   | 1                                    |        |       |       |
|                               | Ernesto Chiesa                 | Ernesto Chiesa       | Ernesto Chiesa | 1 652   | 11,87   | Lega Nord                            | 1 108  | 8,41  | 1     |
| Alleanza per Orbassano        | Ernesto Chiesa                 | Ernesto Chiesa       | Ernesto Chiesa | 1 652   | 11,87   | 436                                  | 3,31   | –     |       |
| Seggio di coalizione          | Seggio di coalizione           | Seggio di coalizione | Ernesto Chiesa | 1 652   | 11,87   | 1                                    |        |       |       |
|                               | Luigi Giordano                 | Luigi Giordano       | Luigi Giordano | 1 342   | 9,64    | Partito della Rifondazione Comunista | 1 180  | 8,96  | –     |
| Seggio di coalizione          | Seggio di coalizione           | Seggio di coalizione | Luigi Giordano | 1 342   | 9,64    | 1                                    |        |       |       |
|                               | Alberto Citro                  | Alberto Citro        | Alberto Citro  | 822     | 5,91    | Alleanza Nazionale                   | 769    | 5,84  | –     |
| Seggio di coalizione          | Seggio di coalizione           | Seggio di coalizione | Alberto Citro  | 822     | 5,91    | 1                                    |        |       |       |
| Totale                        | Totale                         | 11 591               | 100            | 13 920  | 100     |                                      | 13 168 | 100   | 20    |
|                               |                                |                      |                |         |         |                                      |        |       |       |
| Fonte: Ministero dell'interno |                                |                      |                |         |         |                                      |        |       |       |

### Cuneo

#### Mondovì
| Candidati                               | Candidati                     | II turno             | II turno            | I turno | I turno | Liste                     | Voti   | %     | Seggi |
| Candidati                               | Candidati                     | Voti                 | %                   | Voti    | %       | Liste                     | Voti   | %     | Seggi |
| --------------------------------------- | ----------------------------- | -------------------- | ------------------- | ------- | ------- | ------------------------- | ------ | ----- | ----- |
|                                         | Riccardo Vaschetti ✔️ Sindaco | 7 709                | 56,92               | 4 817   | 33,06   | Partito Popolare Italiano | 2 214  | 17,26 | 6     |
| Lega Nord                               | Riccardo Vaschetti ✔️ Sindaco | 7 709                | 56,92               | 4 817   | 33,06   | 2 090                     | 16,30  | 6     |       |
|                                         | Antonio Viglione              | 5 834                | 43,08               | 6 237   | 42,81   | Unione di Centro          | 3 030  | 23,63 | 3     |
| Forza Italia - Alleanza Nazionale - CCD | Antonio Viglione              | 5 834                | 43,08               | 6 237   | 42,81   | 2 255                     | 17,58  | 2     |       |
| Partito Pensionati                      | Antonio Viglione              | 5 834                | 43,08               | 6 237   | 42,81   | 527                       | 4,11   | –     |       |
| Seggio di coalizione                    | Seggio di coalizione          | Seggio di coalizione | 43,08               | 6 237   | 42,81   | 1                         |        |       |       |
|                                         | Michelangelo Giusta           | Michelangelo Giusta  | Michelangelo Giusta | 2 140   | 14,69   | Mondovì Più               | 960    | 7,49  | –     |
| Partito Democratico della Sinistra      | Michelangelo Giusta           | Michelangelo Giusta  | Michelangelo Giusta | 2 140   | 14,69   | 674                       | 5,26   | –     |       |
| Seggio di coalizione                    | Seggio di coalizione          | Seggio di coalizione | Michelangelo Giusta | 2 140   | 14,69   | 1                         |        |       |       |
|                                         | Michele Bertolino             | Michele Bertolino    | Michele Bertolino   | 1 376   | 9,44    | Unità a Sinistra          | 1 075  | 8,38  | –     |
| Seggio di coalizione                    | Seggio di coalizione          | Seggio di coalizione | Michele Bertolino   | 1 376   | 9,44    | 1                         |        |       |       |
| Totale                                  | Totale                        | 13 543               | 100                 | 14 570  | 100     |                           | 12 825 | 100   | 20    |
|                                         |                               |                      |                     |         |         |                           |        |       |       |
| Fonte: Ministero dell'interno           |                               |                      |                     |         |         |                           |        |       |       |

### Novara

#### Borgomanero
| Candidati                     | Candidati                      | II turno              | II turno              | I turno | I turno | Liste                                               | Voti   | %     | Seggi |
| Candidati                     | Candidati                      | Voti                  | %                     | Voti    | %       | Liste                                               | Voti   | %     | Seggi |
| ----------------------------- | ------------------------------ | --------------------- | --------------------- | ------- | ------- | --------------------------------------------------- | ------ | ----- | ----- |
|                               | Maria Piera Pastore ✔️ Sindaco | 5 915                 | 54,20                 | 4 108   | 31,98   | Forza Italia                                        | 1 961  | 16,02 | 6     |
| Lega Nord                     | Maria Piera Pastore ✔️ Sindaco | 5 915                 | 54,20                 | 4 108   | 31,98   | 1 787                                               | 14,60  | 6     |       |
|                               | Pier Luigi Pastore             | 4 998                 | 45,80                 | 3 278   | 25,52   | Partito Popolare Italiano - Indipendenti Riformisti | 3 098  | 25,31 | 2     |
| Seggio di coalizione          | Seggio di coalizione           | Seggio di coalizione  | 45,80                 | 3 278   | 25,52   | 1                                                   |        |       |       |
|                               | Giovanni Cerutti               | Giovanni Cerutti      | Giovanni Cerutti      | 2 829   | 22,03   | Vivere la Città                                     | 2 851  | 23,29 | 2     |
| Seggio di coalizione          | Seggio di coalizione           | Seggio di coalizione  | Giovanni Cerutti      | 2 829   | 22,03   | 1                                                   |        |       |       |
|                               | Pier Giorgio Borgna            | Pier Giorgio Borgna   | Pier Giorgio Borgna   | 1 758   | 13,69   | Città Nuova                                         | 1 645  | 13,44 | –     |
| Seggio di coalizione          | Seggio di coalizione           | Seggio di coalizione  | Pier Giorgio Borgna   | 1 758   | 13,69   | 1                                                   |        |       |       |
|                               | Costantina Piemontesi          | Costantina Piemontesi | Costantina Piemontesi | 871     | 6,78    | Alleanza Nazionale                                  | 900    | 7,35  | –     |
| Seggio di coalizione          | Seggio di coalizione           | Seggio di coalizione  | Costantina Piemontesi | 871     | 6,78    | 1                                                   |        |       |       |
| Totale                        | Totale                         | 10 913                | 100                   | 12 844  | 100     |                                                     | 12 242 | 100   | 20    |
|                               |                                |                       |                       |         |         |                                                     |        |       |       |
| Fonte: Ministero dell'interno |                                |                       |                       |         |         |                                                     |        |       |       |

## Elezioni del dicembre 1994

### Torino

#### Ivrea
|                                         | Giovanni Maggia ✔️ Sindaco | 7 712                | 46,50 | Partito Democratico della Sinistra | 2 802  | 18,68 | 6  |  |  |
| Partito della Rifondazione Comunista    | Giovanni Maggia ✔️ Sindaco | 7 712                | 46,50 | 1 102                              | 7,35   | 2     |    |  |  |
| Partito Popolare Italiano - Patto Segni | Giovanni Maggia ✔️ Sindaco | 7 712                | 46,50 | 902                                | 6,01   | 2     |    |  |  |
| Appello per Ivrea                       | Giovanni Maggia ✔️ Sindaco | 7 712                | 46,50 | 858                                | 5,72   | 1     |    |  |  |
| Federazione dei Verdi                   | Giovanni Maggia ✔️ Sindaco | 7 712                | 46,50 | 581                                | 3,87   | 1     |    |  |  |
| Partito Socialista Italiano             | Giovanni Maggia ✔️ Sindaco | 7 712                | 46,50 | 268                                | 1,79   | –     |    |  |  |
|                                         | Alberto Tognoli            | 1 974                | 11,90 | Alleanza Nazionale                 | 1 777  | 11,85 | 1  |  |  |
| Seggio di coalizione                    | Seggio di coalizione       | Seggio di coalizione | 11,90 | 1                                  |        |       |    |  |  |
|                                         | Piergiorgio Garda          | 1 828                | 11,02 | Forza Italia - CCD - UdC           | 1 781  | 11,88 | 1  |  |  |
| Seggio di coalizione                    | Seggio di coalizione       | Seggio di coalizione | 11,02 | 1                                  |        |       |    |  |  |
|                                         | Fiorella Viano             | 1 531                | 9,23  | Uniti per la Comunità              | 1 537  | 10,25 | –  |  |  |
| Seggio di coalizione                    | Seggio di coalizione       | Seggio di coalizione | 9,23  | 1                                  |        |       |    |  |  |
|                                         | Arrigo Merlo               | 1 418                | 8,55  | Lega Nord                          | 1 347  | 8,98  | –  |  |  |
| Seggio di coalizione                    | Seggio di coalizione       | Seggio di coalizione | 8,55  | 1                                  |        |       |    |  |  |
|                                         | Piero Salvetti             | 1 192                | 7,19  | Per Ivrea                          | 1 141  | 7,61  | –  |  |  |
| Seggio di coalizione                    | Seggio di coalizione       | Seggio di coalizione | 7,19  | 1                                  |        |       |    |  |  |
|                                         | Salvatore Zagami           | 507                  | 3,06  | Repubblicani del Canavese          | 514    | 3,43  | –  |  |  |
|                                         | Fernando Pivato            | 424                  | 2,56  | Per la Città                       | 381    | 2,54  | –  |  |  |
| Totale                                  | Totale                     | 16 586               | 100   |                                    | 14 997 | 100   | 20 |  |  |
|                                         |                            |                      |       |                                    |        |       |    |  |  |
| Fonte: Ministero dell'interno           |                            |                      |       |                                    |        |       |    |  |  |